# 湯川勝春
湯川 勝春（ゆかわ かつはる）は、安土桃山時代から江戸時代前期にかけての武士。湯河直春の子で、紀伊和歌山藩・安芸広島藩の浅野家に仕えた。通称は太郎五郎、丹波（丹波守）。名字は「湯河」とも書く。また、諱は光春（みつはる）ともされる。

## 生涯
元亀3年（1572年）、紀伊国日高郡小松原（現在の和歌山県御坊市）を本拠とする国人・湯河直春の子として生まれる。
父・直春は、天正13年（1585年）の紀州征伐で豊臣秀吉に抵抗した後、和睦し、翌天正14年（1586年）に死去した。直春が没すると勝春は豊臣秀長に仕え、3,000石の知行を与えられた。
その後、小早川秀秋に仕えて800石を領し、慶長5年（1600年）の関ヶ原の戦いに西軍として参加した後、牢人となった。
慶長年間、勝春は浅野幸長により700石で召し抱えられ、名を太郎五郎から丹波に改めた。浅野長晟に従って安芸国広島へと移り、宮奉行を務めたとされる。
寛永9年（1632年）、61歳で死去した。
勝春の跡は子の政春が継ぎ、浅野光晟に仕えて500石の禄を受けた。それ以降も湯川氏は浅野家に仕え、政春の後は、春忠、師春、師行、春興、春久、栄次郎、徳之丞（120石、文久3年〈1863年〉に家督継承）と続いた。
また、勝春の弟である春安の子の春種（勝春の甥）も、慶長6年（1601年）に浅野幸長に仕えた。春種は安芸入国の際に勘定奉行を務めるなど、重用されたという。